# New Minster

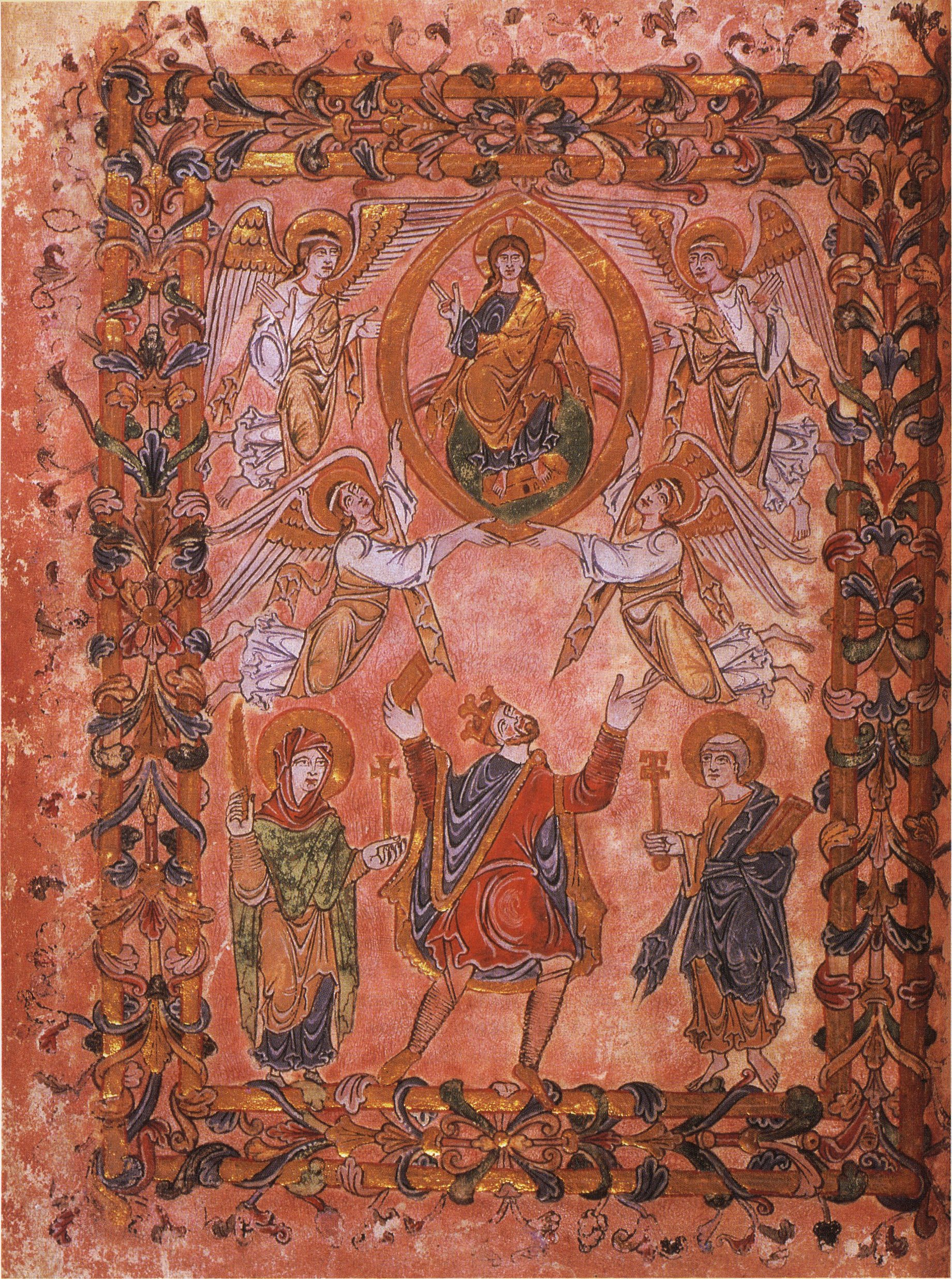
Una pagina di una dichiarazione del 966 del re Edgar d'Inghilterra in cui conferma la trasformazione di New Minster, Winchester, in un monastero benedettino. Edgar è raffigurato in piedi tra la Vergine Maria e San Pietro.

New Minster di Winchester era un'abbazia reale benedettina fondata nel 901 a Winchester, nella contea inglese dell'Hampshire.
Alfredo il Grande aveva intenzione di costruire il monastero ma riuscì solo ad acquistare il terreno. Suo figlio, Edoardo il Vecchio, portò a termine il progetto secondo i desideri di Alfredo con l'aiuto di San Grimbald che divenne il primo abate. 
L'abbazia si trovava così vicino all'Old Minster che le voci dei due cori si fondevano. 
Il corpo di re Alfredo fu trasferito nella New Minster come pure San Grimbald, vi fu accolto anche il corpo del santo bretone Giudoco e così l'abbazia divenne un importante centro di pellegrinaggio. 
Nel 963 divenne una comunità benedettina.
Secondo Giovanni di Worcester, nel 972 il re Edgardo d'Inghilterra "ordinò che la chiesa di New Minster, iniziata da suo padre re Edmondo I d'Inghilterra ma completata da lui stesso, fosse solennemente consacrata". Non si sa quali parti della chiesa furono ricostruite. Con la costruzione della nuova cattedrale di Winchester dopo la conquista normanna dell'Inghilterra, i monaci di New Minster furono costretti a trasferirsi a Hyde Mead, appena fuori dalle mura settentrionali della città, e fondarono l'Abbazia di Hyde.

## Sepolture
- Alfredo il Grande
- Ealhswith
- San Grimbald
- Edoardo il Vecchio
- Ethelweard
- Edwing d'Inghilterra